# Lungen-Enzian
Der Lungen-Enzian (Gentiana pneumonanthe) ist eine Pflanzenart aus der Gattung der Enziane (Gentiana) innerhalb der Familie der Enziangewächse (Gentianaceae).

## Beschreibung

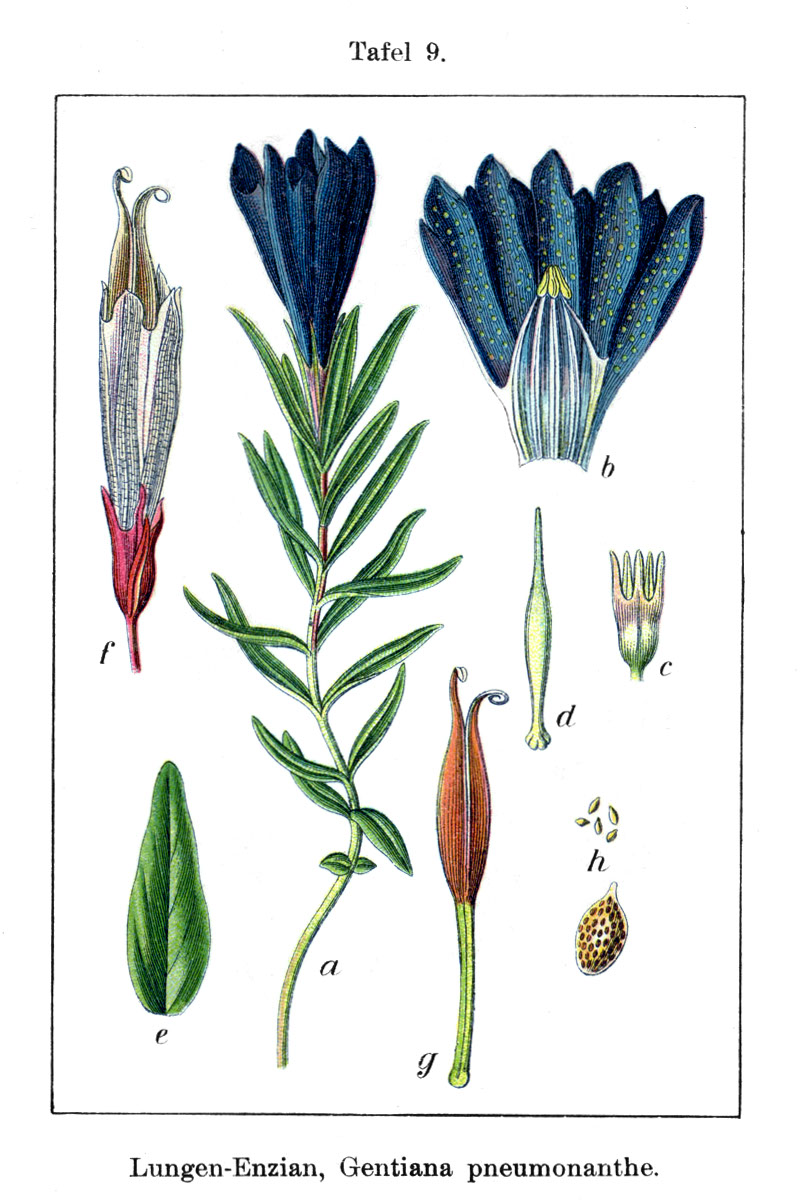
Illustration aus Sturm

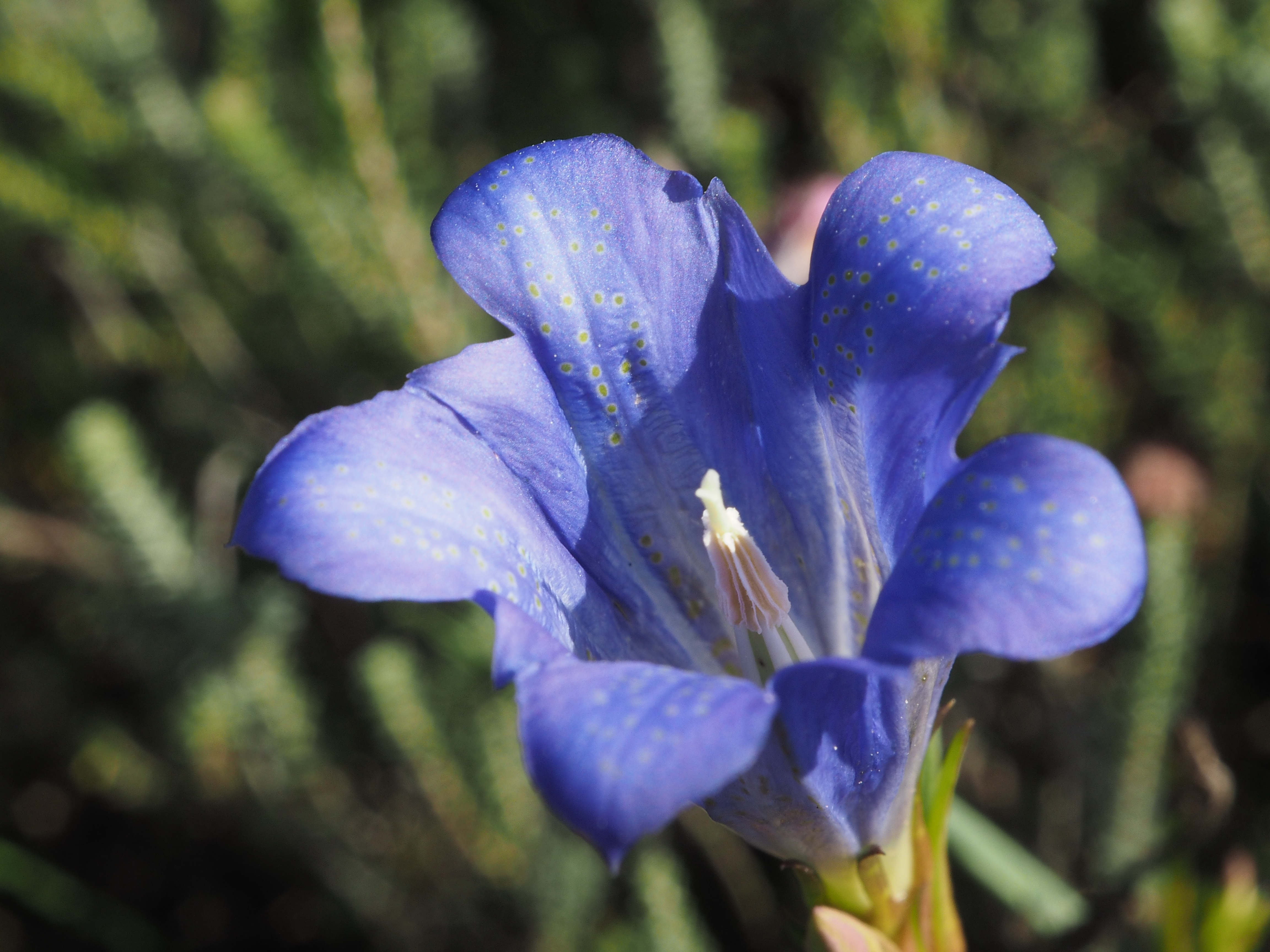
Blüte

### Vegetative Merkmale
Der Lungen-Enzian ist eine ausdauernde, krautige Pflanze, die Wuchshöhen von 15 bis 40 Zentimetern erreicht; sie kann in Brachen aber auch Wuchshöhen von bis zu 1 Meter erreichen. Der Stängel ist aufrecht. Die einfache Blattspreite ist einnervig und bei einer Breite von höchstens 8 Millimetern eilanzettlich bis linealisch und am Rand meist etwas umgerollt.

### Generative Merkmale
Blütezeit ist je nach Blühsippe von Juni bis Oktober. Je Stängel sind eine bis mehrere Blüten vorhanden (wenn mehrblütig, dann stehen ein bis drei Blüten an der Stängelspitze, die übrigen einzeln in den Achseln der oberen Laubblätter).
Die zwittrigen Blüten sind radiärsymmetrisch und fünfzählig mit doppelter Blütenhülle. Die fünf grünen Kelchblätter sind bis zur Hälfte ihrer Länge verwachsen. Der Kelch ist zwischen den Zähnen häutig. Die fünf Kronblätter sind glockenförmig verwachsen. Die tiefblaue Krone ist 2 bis 5 Zentimeter lang und kann fünf grünliche Längsstreifen aufweisen. Die Staubbeutel sind miteinander verklebt. Der Griffel endet in kurzen, aufrechten Narbenlappen.
Die Kapselfrucht ist lang gestielt. Die Samen sind bei einer Länge von etwa 1,5 Millimetern spindelförmig und ungeflügelt.
Die Chromosomenzahl beträgt 2n = 26.

## Ökologie
Die jungen Raupen des Lungenenzian-Ameisenbläulings (ein Schmetterling) leben monophag vom Lungen-Enzian; ältere Raupen werden dann von Knotenameisen der Gattung Myrmica, die durch Zuckersaft angelockt und durch Pheromone besänftigt werden, in ihre Nester geschleppt und bis zur Verpuppung dort verköstigt. Man kann hier von einem Brutparasitismus sprechen, ähnlich wie beim Kuckuck.

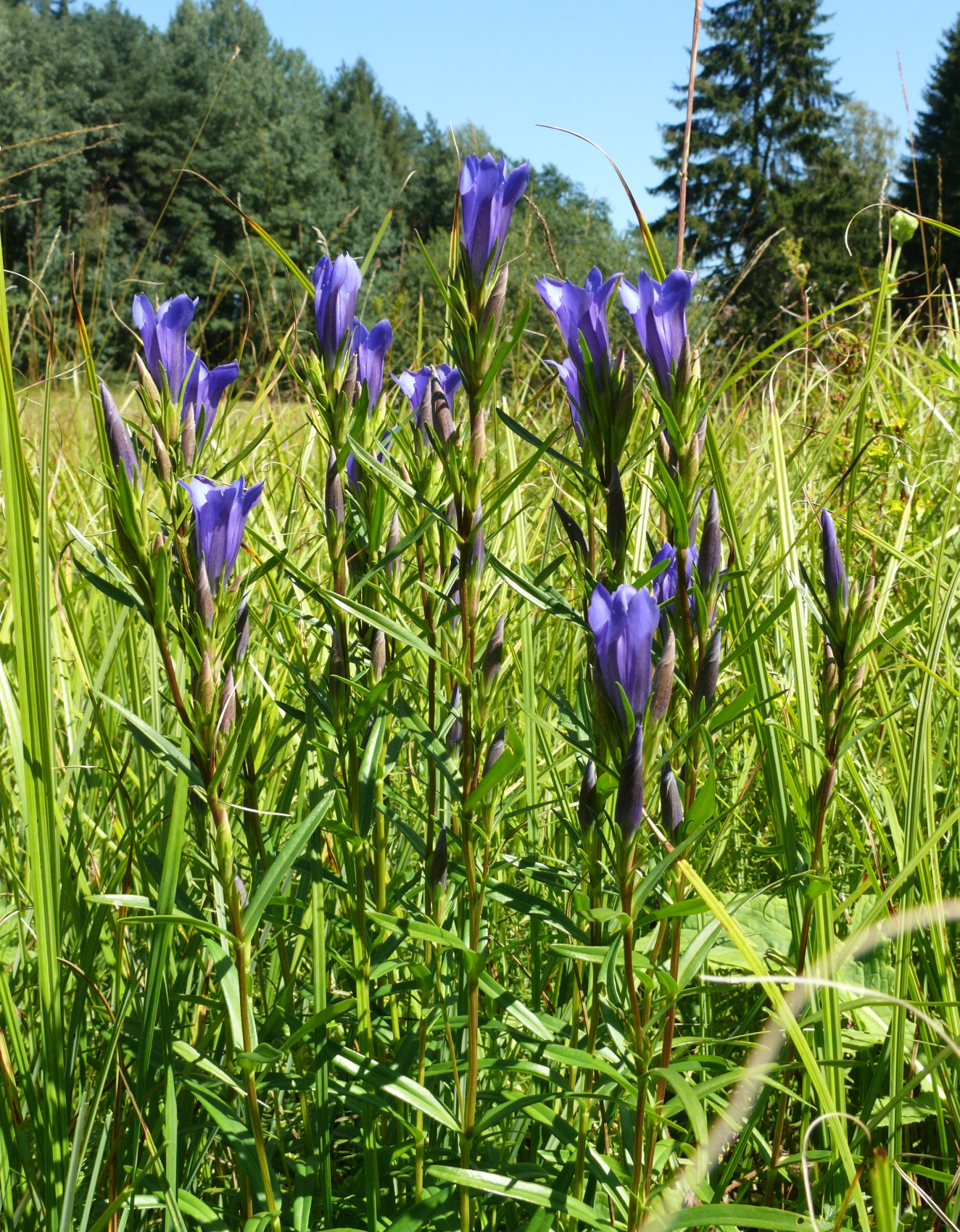
Habitat auf der Schwäbischen Alb

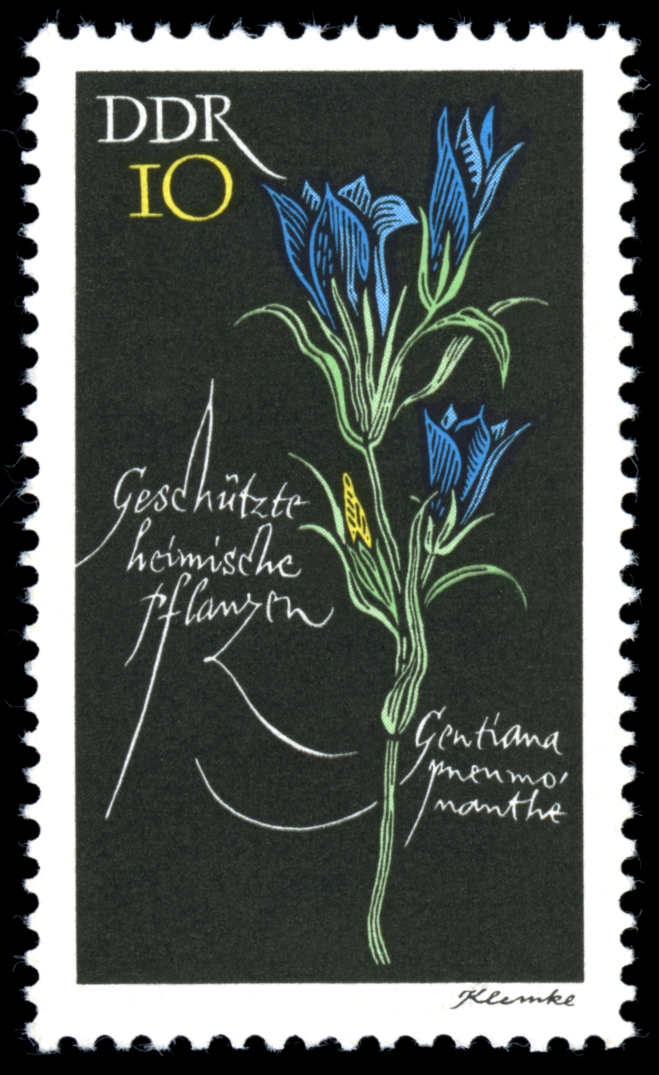
Briefmarke der DDR-Post

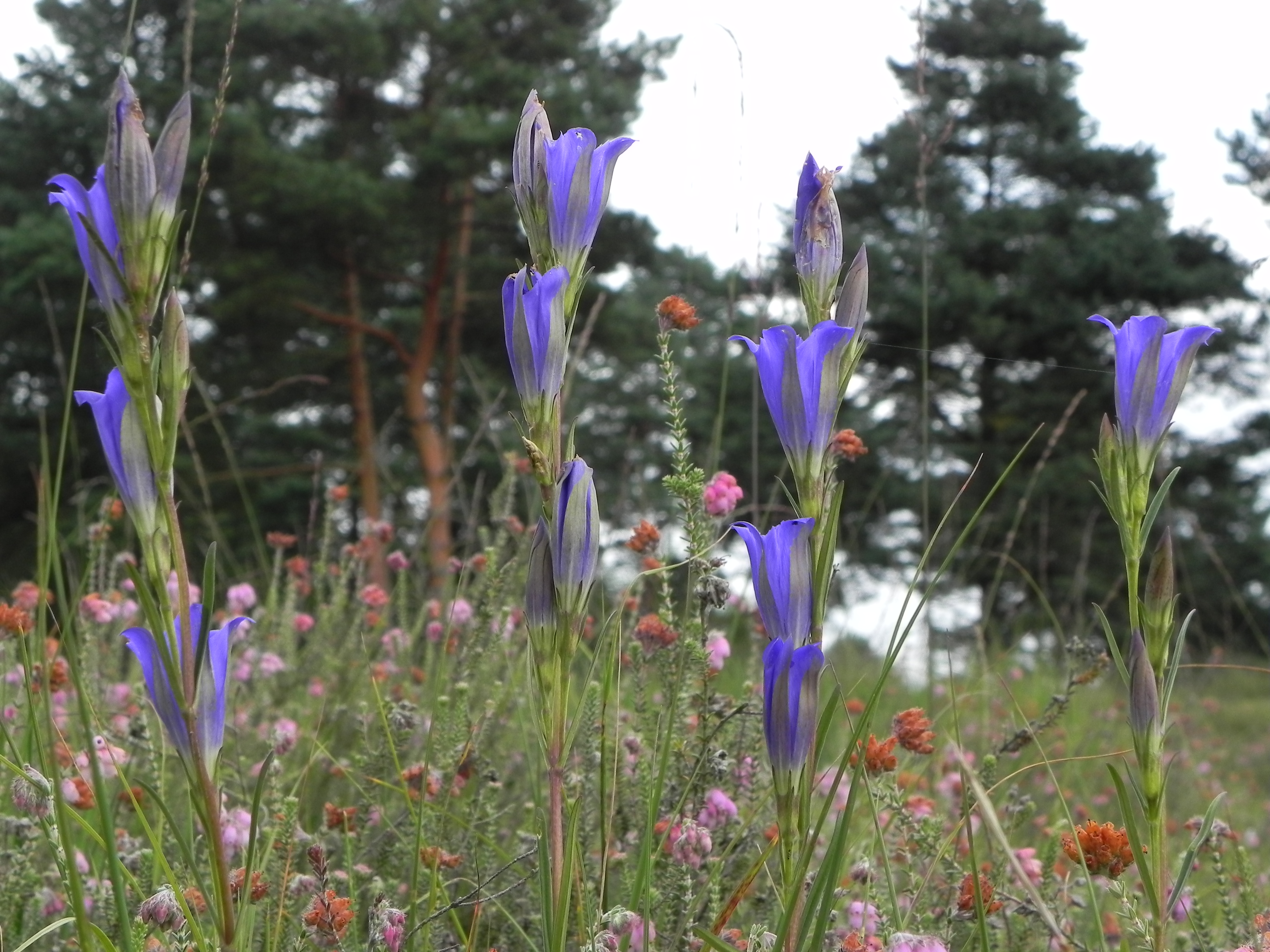
Vorkommen im Naturpark Südheide

## Vorkommen und Gefährdung
Das Verbreitungsgebiet von Gentiana pneumonanthe ist weite Teile Europas, gemäßigtes Asien und Teile des Kaukasusraumes. In Deutschland kommt der Lungen-Enzian vom Niederrhein, Schleswig-Holstein, Mecklenburg-Vorpommern bis zum Voralpenraum vor. In Österreich kommt er zerstreut bis sehr selten in allen Bundesländern vor. In Belgien ist er nur im Hohen Venn bekannt. Er steigt in Mitteleuropa bis in Höhenlagen von 1200 Metern auf.
Der Lungen-Enzian gedeiht meist auf sandigen oder torfigen, mäßig sauren bis neutralen Böden. Standorte sind oft nährstoffarme und wechselfeuchte Feuchtwiesen (Pfeifengraswiesen), Borstgrasrasen und Flachmoorwiesen vom Tiefland bis zur montanen Höhenstufe. Im Nordwestdeutschen Tiefland tritt er vor allem in Feuchtheiden und am Rande von Heideweihern auf. Der Lungen-Enzian ist in Mitteleuropa eine Charakterart des Molinion-Verbands, kommt aber in Nordwestdeutschland auch in Pflanzengesellschaften des Juncion squarrosi vor.
Die ökologischen Zeigerwerte nach Landolt et al. 2010 sind in der Schweiz: Feuchtezahl F = 4w+ (sehr feucht aber stark wechselnd), Lichtzahl L = 4 (hell), Reaktionszahl R = 3 (schwach sauer bis neutral), Temperaturzahl T = 3+ (unter-montan und ober-kollin), Nährstoffzahl N = 2 (nährstoffarm), Kontinentalitätszahl K = 2 (subozeanisch).
Durch Intensivierung der Grünlandwirtschaft und Trockenlegung von Feuchtwiesen und -heiden ist der Lungen-Enzian stark gefährdet. In der Roten Liste der gefährdeten Pflanzenarten Deutschlands war Gentiana pneumonanthe in der vorigen Version in Kategorie 3+ = „gefährdet“ (regional stärker gefährdet). Demgegenüber hat sich die Bewertung in der Roten Liste nach Metzing et al. 2018 auf Kategorie 2 = „stark gefährdet“ verschlechtert, da ein starker Rückgang der Bestände erfolgt ist. Der Lungen-Enzian ist in Deutschland durch die Bundesartenschutzverordnung (BArtSchV) „besonders geschützt“.

## Nutzung
Früher galten die unterirdischen Pflanzenteile und Blüten (Radix et Flores Pneumonanthes) und die Laubblätter (Herba Anthirrhini caerulei) als wirksames Heilmittel bei Lungenkrankheiten.

## Sonstiges
Der Lungen-Enzian war 1980 Blume des Jahres und erschien bereits 1966 auf einer Briefmarke der Serie Geschützte heimische Pflanzen.

## Volkstümliche Bezeichnungen
Blauglocken (Bremen-Oberneuland), Biekerbleomen (Halle/Westfalen), Königsbloom (Schleswig-Holstein), Lungenblume, Kiweitsblome (Hasegegend), Hungerkraut, Wiesenenzian (Sylt).